# Spodochlamys latipes
Spodochlamys latipes är en skalbaggsart som beskrevs av Gilbert John Arrow 1946. Spodochlamys latipes ingår i släktet Spodochlamys och familjen Rutelidae. Inga underarter finns listade i Catalogue of Life.